# Петокрака звезда
Петокрака звезда (☆), популарно петокрака, је чест симбол широм света.

## Геометрија
Петокрака звезда је дводимензионална геометријска слика, звезда са пет кракова исте дужине, постављених под углом од 36° између сваког од кракова. 
Може се добити када на обиму круга обележимо пет тачака које су међусобно једнако удаљене. Ако повучемо две дужи од центра круга ка суседним двема тачкама добићемо угао од 72 степена. Ако са дужима међусобно спајамо по две узастопне тачке добићемо звезду петокраку. 
Када се колинеарне странице међусобно споје, добија се пентаграм.

## Симбол
Петокрака звезда се као симбол развила највероватније из пентаграма, много старијег и веома познатог симбола. И пентаграм и петокрака звезда се увек надовезују на симболику броја 5. За разлику од пентаграма, који представља скуп 5 елемената, петокрака звезда представља јединство тих елемената и целовитост.
У Кабали, пентаграм и петокрака звезда се често преплићу. Представљају микрокосмос, насупрот хексаграму (Давидовој звезди) и шестокракој звезди, који представљају макрокосмос. 
Такође, представља се и као симбол пет природних елемената: ватре, воде, земље, ваздуха (или ветра) и етра
. 
Доводи се у везу и са човеком, и његових пет удова (руке, ноге и глава) и његових пет чула.

### Западна цивилизација
Прва застава Сједињених Америчких Држава од проглашења независности (1777) имала је на себи беле звезде петокраке. На њој је било плаво поље, у горњем левом углу, са 13 белих петокрака звезда кружно постављених и окренутих ка споља, и 13 наизменично црвено-белих пруга. 13 звезда и 13 пруга је представљало првих 13 држава независних САД. Беле петокраке звезде кружно постављених представљале су „ново сазвежђе“ на „плавом небу“. Била је у употреби од 14. јуна 1777. до 1. маја 1795. године.. 

То је уједно и први пут да се симбол петокраке звезде појављује на некој застави. Није јасно зашто је баш петокрака звезда изабрана за заставу када се такав симбол никада раније није јављао у историји САД. Верује се да је у САД тај симбол дошао из Европе.

### Комунизам
Уз срп и чекић, црвена петокрака звезда је била један од симбола комунизма. 
Црвена петокрака се појављује као симбол комунизма и као амблем на застави Совјетског Савеза, и застави сваке од његових република: Азербејџанска ССР, Белоруска ССР, Грузијска ССР, Естонска ССР, Јерменска ССР, Казашка ССР, Киргиска ССР, Летонска ССР, Литванска ССР, Молдавска ССР, Руска СФСР, Таџичка ССР, Туркменска ССР, Узбечка ССР и Украјинска ССР. 
Такође, под утицајем комунизма и Совјетског Савеза, постаје и амблем СФР Југославије, који се преноси и на сваку од социјалистичких република: СР Босна и Херцеговина, СР Македонија, СР Словенија, СР Србија, СР Хрватска и СР Црна Гора. И друге балканске државе у којима је био комунизам на власти су имале црвену петокраку, као симбол комунистичке идеологије и друштвеног уређења, на својој застави: НР Албанија, Народна Република Бугарска, Социјалистичка Република Румунија, Народна Република Мађарска и Молдавска ССР. 
И друге земље које су прихватиле комунизам имају црвену петокраку на својој застави, као Кина и Северна Кореја.

### Ислам
На застави Османског царства, појављује се бели полумесец окренут ка белој петокракој звезди, на црвеној подлози. Убрзо је овај симбол прихваћен као муслимански верски симбол и све земље које су биле под Османским царством користе овај симбол као симбол ислама. 
Пет кракова звезде је представљало пет стубова ислама (шехадет, намаз, зекат, заум, хаџ)..
Првобитно је на застави Османског царства био на црвеној подлози али је касније пренет и на зелену подлогу тако да су полумесец и звезда на црвеној подлози представљали царство а полумесец и звезда на зеленој подлози исламску веру. 
Полумесец и звезда на црвеној подлози и дан-данас представљају симбол Турске државе, а на зеленој подлози се по целом исламском свету прихвата као симбол Ислама.
Преко Османског царства, полумесец са петокраком звездом је дошао, у црвеној или белој боји, и на заставе многих исламских земаља: Азербејџан, Алжир, Западна Сахара, Комори, Малезија, Малдиви, Мауританија, Пакистан, Северни Кипар, Тунис, Туркменистан, Турска и Узбекистан.
Као последица јеврејско-арапског сукоба у Палестини и велике нетрпељивости арапског света и Ислама према свему што има везе са Јеврејима, настаје и симбол познат као Арапска звезда, насупрот шестокракој звезди (која их асоцира на Давидову звезду). Муслимани скидају један од кракова шестокракој звезди и добијају петокраку, која се већ користила у исламском свету, која их подсећа на пет стубова Ислама.

## Примери употребе
Још неки од примера употребе петокраке звезде:
- Црвене бригаде, ултралевичарска, терористичка организација из 70-их година 20. века је користила звезду уписану у кругу, при чему су горњи крак и доња два била на свом месту док су леви и десни крак били на месту где линија која пресеца полупречник (под равним углом) који спаја центар и горњи крак, пресеца кружницу.
- Црна звезда се користи на застави Анархиста.
- Зелена звезда је симбол Есперантиста.
- Петокрака са палминим гранчицама представља симбол Сајентологије.

Неке земље имају забрану коришћења овог симбола на јавним местима, попут Мађарске и Литваније.

## Заставе
Петокрака звезда, као симбол, је врло распрострањен симбол на заставама многих држава, у различитим бојама. Најчешће је једне боје али је понекад уоквирена другом бојом (нпр. на застави Новог Зеланда).
Звезде на савременим заставама држава:
- Бела петокрака: Абхазија, Аустралија, Босна и Херцеговина, Бразил, Венецуела, Комори, Куба, Кукова острва, Либерија, Микронезија, Пакистан, Папуа Нова Гвинеја, Порторико, Самоа, Свети Кристофер и Невис, Сингапур, Сједињене Америчке Државе, Соломонска острва, Сомалија, Того, Турска, Узбекистан, Чиле;
  - Имале и: Бурма (1948–1974), Египат (1914—1952), Салвадор (1869), Крит (1898—1913), Либија (1951–1969).
- Жута петокрака: Буркина Фасо, Вијетнам, Гренада, Европска унија, Камерун, Кина, Косово, Мауританија, Мозамбик, Сингапур, Сомалија, Суринам, Того, Тувалу, Филипини.
- Плава петокрака: Панама, Хондурас.
- Црвена петокрака: Алжир, Западна Сахара, Зимбабве, Нови Зеланд, Панама, Северна Кореја, Северни Кипар, Тунис, Џибути;
  - Имале и: Азербејџан (1952–1991), Албанија (1946—1992), Белорусија (1951–1991), Бенин (1975–1990), Босна и Херцеговина (1945–1991), Бугарска (1946—1990), Грузија (1951–1990), Јерменија (1952–1991), Југославија (1945–1992), Киргизија (1952–1991), Летонија (1953–1991), Литванија (1953–1991), Македонија (1953–1991), Мађарска (1949–1956), Мозамбик (1975–1983), Молдавија (1952–1991), Румунија (1965–1989), Сирија (1932—1958, 1961-1963), Словенија (1945–1991), Совјетски Савез (1952–1991), Србија (1945–1991), Таџикистан (1953–1991), Украјина (1949–1991), Хрватска (1945–1990), Црна Гора (1945–1993).
- Зелена петокрака: Доминикана, Ирак, Сенегал, Сирија.
- Црна петокрака: Гана, Гвинеја Бисао, Зеленортска Острва, Сао Томе и Принципе.